# الشديان
الشديان قرية سوريّة تتبع إداريّاً لمحافظة حلب منطقة عفرين ناحية راجو، بلغ تعداد سكانها 193 نسمة حسب التعداد السكاني لعام 2004.